# Jaska Raatikainen
Jaska Raatikainen (* 18. června 1979, Lappeenranta, Finsko) je bubeník kapely Children of Bodom.

## Život
Bicím nástrojům se začal věnovat ve 12 letech.